# Liste der Kernlieder im Evangelischen Gesangbuch
Die Liste der Kernlieder des Evangelischen Gesangbuchs (EG) enthält die von der Liturgischen Konferenz der EKD empfohlene geringe Anzahl von 33 Liedern, die zum Kernbestand evangelischer Kirchenlieder gehören. Sie sollen in allen kirchlichen Kontexten, besonders in Schulen und Bildungseinrichtungen bevorzugt verwendet werden. Die Lieder entstammen nahezu allen Rubriken des EG und die Liste enthält in unterschiedlicher Gewichtung Lieder aus allen Epochen der Kirchenlied-Tradition. Mit einer Ausnahme (Wir haben Gottes Spuren festgestellt) sind die Lieder dem deutschlandweit einheitlichen Stammteil des EG entnommen.
Der Ausdruck Kernlieder wurde bereits 1854 für die 150 Lieder des ersten für das gesamte deutsche Sprachgebiet gedachten Gesangbuchs verwendet.
Die aktuelle Liste wurde im Jahr 2006 erarbeitet von den evangelischen Landeskirchen in Baden und in Württemberg, wird aber seit 2007 von der Liturgischen Konferenz allen Landeskirchen der EKD zur Nutzung und Verbreitung empfohlen. Die Evangelische Kirche in Österreich hat die Kernliederliste aufgegriffen und – leicht ergänzt auf 35 Lieder, insbesondere um österreich-spezifisches Liedgut – in einer eigenen Liste veröffentlicht.
Zur Kernliederliste wurden mehrere Liederbücher und Vertonungen der Kernlieder herausgegeben, ebenso auch Andachtsbücher zu den Kernliedern. Zusätzlich ist erweitertes Material erhältlich, um die Kernlieder bspw. in der kirchlichen Kinder-, Konfirmanden- und Jugendarbeit zu nutzen oder mit unterschiedlichen Instrumenten bzw. in unterschiedlichen Musikrichtungen zu singen.
| Hauptabschnitt            | Rubrik                    | Nr.                         | Titel                                          | Autor                                       | Melodie                                | Lied-Epoche                                     | ökumenische Fassung |
| ------------------------- | ------------------------- | --------------------------- | ---------------------------------------------- | ------------------------------------------- | -------------------------------------- | ----------------------------------------------- | ------------------- |
| Kirchenjahr               | Advent                    | 1                           | Macht hoch die Tür                             | Georg Weissel                               | Halle 1704                             | Konfessionalismus und Barock-Kultur             | ö                   |
| Kirchenjahr               | Weihnachten               | 24                          | Vom Himmel hoch da komm ich her                | Martin Luther                               | Martin Luther                          | Reformation, Spätreformation und Frühorthodoxie | (ö)                 |
| Kirchenjahr               | Weihnachten               | 44                          | O du fröhliche                                 | Johannes Daniel Falk                        | Sizilien vor 1788                      | Erweckung und Restauration                      | ö                   |
| Kirchenjahr               | Jahreswende               | 65                          | Von guten Mächten treu und still umgeben       | Dietrich Bonhoeffer                         | Otto Abel                              | Singbewegung und Kirchenkampf                   | ö                   |
| Kirchenjahr               | Passion                   | 85                          | O Haupt voll Blut und Wunden                   | Paul Gerhardt                               | Hans Leo Haßler                        | Konfessionalismus und Barock-Kultur             | (ö)                 |
| Kirchenjahr               | Passion                   | 98                          | Korn, das in die Erde                          | Jürgen Henkys                               | Frankreich 15. Jahrhundert             | Neues Lied und Ökumene                          | ö                   |
| Kirchenjahr               | Ostern                    | 99                          | Christ ist erstanden                           | Bayern/Österreich 12.–15. Jahrhundert       | Salzburg 1160/1433                     | Spätantike und Mittelalter                      | (ö)                 |
| Kirchenjahr               | Ostern                    | 103                         | Gelobt sei Gott im höchsten Thron              | Michael Weiße                               | Melchior Vulpius                       | Reformation, Spätreformation und Frühorthodoxie | ö                   |
| Kirchenjahr               | Himmelfahrt               | 123                         | Jesus Christus herrscht als König              | Philipp Friedrich Hiller                    | Johann Löhner                          | Pietismus und Orthodoxie                        |                     |
| Kirchenjahr               | Pfingsten                 | 136                         | O komm, du Geist der Wahrheit                  | Philipp Spitta                              | 16. Jahrhundert                        | Erweckung und Restauration                      | (ö)                 |
| Gottesdienst              | Eingang und Ausgang       | 170                         | Komm, Herr, segne uns                          | Dieter Trautwein                            | Dieter Trautwein                       | Neues Lied und Ökumene                          | ö                   |
| Gottesdienst              | Eingang und Ausgang       | 175                         | Ausgang und Eingang                            | Joachim Schwarz                             | Joachim Schwarz                        | Neues Lied und Ökumene                          | ö                   |
| Gottesdienst              | Taufe und Konfirmation    | 200                         | Ich bin getauft auf deinen Namen               | Johann Jakob Rambach                        | bei Johann Balthasar König             | Pietismus und Orthodoxie                        |                     |
| Gottesdienst              | Abendmahl                 | 225                         | Komm, sag es allen weiter                      | Friedrich Walz                              | Go Tell It on the Mountain (Spiritual) | Neues Lied und Ökumene                          | (ö)                 |
| Biblische Gesänge         | Psalmen und Lobgesänge    | 272                         | Ich lobe meinen Gott von ganzem Herzen         | Gitta Leuschner nach Psalm 9,2–3            | Claude Fraysse                         | Neues Lied und Ökumene                          | ö                   |
| Glaube – Liebe – Hoffnung | Loben und Danken          | 316, 317                    | Lobe den Herren, den mächtigen König der Ehren | Joachim Neander                             | 17. Jahrhundert                        | Reform-Orthodoxie und Frühpietismus             | ö                   |
| Glaube – Liebe – Hoffnung | Loben und Danken          | 321                         | Nun danket alle Gott                           | Martin Rinckart                             | Johann Crüger                          | Konfessionalismus und Barock-Kultur             | ö                   |
| Glaube – Liebe – Hoffnung | Loben und Danken          | 324                         | Ich singe dir mit Herz und Mund                | Paul Gerhardt                               | Johann Crüger                          | Konfessionalismus und Barock-Kultur             | (ö)                 |
| Glaube – Liebe – Hoffnung | Loben und Danken          | 331                         | Großer Gott, wir loben dich                    | Ignaz Franz                                 | Lüneburg 1668                          | Aufklärung und Bibelfrömmigkeit                 | ö                   |
| Glaube – Liebe – Hoffnung | Angst und Vertrauen       | 361                         | Befiehl du deine Wege                          | Paul Gerhardt                               | Bartholomäus Gesius                    | Konfessionalismus und Barock-Kultur             | ö                   |
| Glaube – Liebe – Hoffnung | Angst und Vertrauen       | 362                         | Ein feste Burg ist unser Gott                  | Martin Luther                               | Martin Luther                          | Reformation, Spätreformation und Frühorthodoxie |                     |
| Glaube – Liebe – Hoffnung | Umkehr und Nachfolge      | 391                         | Jesu, geh voran auf der Lebensbahn             | Nikolaus Ludwig von Zinzendorf              | Adam Drese                             | Pietismus und Orthodoxie                        | ö                   |
| Glaube – Liebe – Hoffnung | Geborgen in Gottes Liebe  | 408                         | Meinem Gott gehört die Welt                    | Arno Pötzsch                                | Christian Lahusen                      | Singbewegung und Kirchenkampf                   | ö                   |
| Glaube – Liebe – Hoffnung | Geborgen in Gottes Liebe  | 409                         | Gott liebt diese Welt                          | Walter Schulz                               | Walter Schulz                          | Neues Lied und Ökumene                          | ö                   |
| Glaube – Liebe – Hoffnung | Frieden und Gerechtigkeit | 432                         | Gott gab uns Atem                              | Eckart Bücken                               | Fritz Baltruweit                       | Neues Lied und Ökumene                          | ö                   |
| Glaube – Liebe – Hoffnung | Frieden und Gerechtigkeit | Landeskirchliche Eigenteile | Wir haben Gottes Spuren festgestellt           | Michel Scouarnec, deutsch von Diethard Zils | Jo Akepsimas                           | Neues Lied und Ökumene                          | ö                   |
| Glaube – Liebe – Hoffnung | Morgen                    | 440                         | All Morgen ist ganz frisch und neu             | Johannes Zwick                              | Johann Walter                          | Reformation, Spätreformation und Frühorthodoxie | ö                   |
| Glaube – Liebe – Hoffnung | Morgen                    | 447                         | Lobet den Herren alle, die ihn ehren           | Paul Gerhardt                               | Johann Crüger                          | Konfessionalismus und Barock-Kultur             | (ö)                 |
| Glaube – Liebe – Hoffnung | Morgen                    | 456                         | Vom Aufgang der Sonne                          | nach Psalm 113,3                            | Paul Ernst Ruppel                      | Singbewegung und Kirchenkampf                   | ö                   |
| Glaube – Liebe – Hoffnung | Abend                     | 482                         | Der Mond ist aufgegangen                       | Matthias Claudius                           | Johann Abraham Peter Schulz            | Aufklärung und Bibelfrömmigkeit                 | ö                   |
| Glaube – Liebe – Hoffnung | Abend                     | 483                         | Herr, bleibe bei uns                           | nach Lukas 24,29                            | Albert Thate                           | Singbewegung und Kirchenkampf                   | ö                   |
| Glaube – Liebe – Hoffnung | Natur und Jahreszeiten    | 503                         | Geh aus, mein Herz, und suche Freud            | Paul Gerhardt                               | August Harder                          | Konfessionalismus und Barock-Kultur             | (ö)                 |
| Glaube – Liebe – Hoffnung | Natur und Jahreszeiten    | 511                         | Weißt du, wie viel Sternlein stehen            | Wilhelm Hey                                 | Volkslied um 1818                      | Erweckung und Restauration                      | ö                   |